# Посёлок Минвнешторга
Посёлок Минвнешторга — посёлок в Новомосковском административном округе Москвы (до 1 июля 2012 года был в составе Ленинского района Московской области). Входит в состав поселения Внуковское.

## География
Расположен посёлок примерно в 7 км к северо-западу от центра города Московский. Ближайший населённый пункт — посёлок Внуково. Рядом протекает река Ликова.
В посёлке есть Дом культуры Минвнешторга, отделение Почты России № 143350, детский сад, спортивный кластер,универсам.

## Население
| 2002 | 2006 | 2010 |
| ---- | ---- | ---- |
| 579  | ↘490 | ↗584 |

Согласно Всероссийской переписи, в 2002 году в посёлке проживало 579 человек (269 мужчин и 310 женщин).